# Whispers (Fernsehserie)
Whispers (Originaltitel: وساوس) eine saudi-arabische Mystery-Thrillerserie aus dem Jahr 2020, geschrieben und inszeniert von Hana Alomair. Die Serie wurde am 11. Juni 2020 auf Netflix veröffentlicht.

## Handlung
Die Serie folgt einer wohlhabenden Familie, die nach dem verdächtigen Tod ihres Familienoberhaupts beginnt, Nachforschungen anzustellen. Dabei kommen dunkle Geheimnisse ans Licht, die die Familienmitglieder zwingen, sich mit ihrer Vergangenheit auseinanderzusetzen.

## Produktion und Veröffentlichung
Whispers wurde von der Produktionsfirma EP Saudi Hipster Media Circle Post Production produziert. Die Serie ist in arabischer Sprache verfügbar und wurde am 11. Juni 2020 weltweit auf Netflix  veröffentlicht. In der Hauptrolle sind Elham Ali, Mysoon Alruwaily und Norah Al Anbar.

## Episodenliste
Die komplette Staffel wurde am 11. Juni 2020 auf Netflix erstveröffentlicht.
| Nr. (ges.) | Nr. (St.) | Deutscher Titel         | Originaltitel |
| ---------- | --------- | ----------------------- | ------------- |
| 1          | 1         | Amals Illusionen        | أوهام أمل     |
| 2          | 2         | Arwas Obsession         | هوس أروى      |
| 3          | 3         | Sawsans Angst           | مخاوف سوسن    |
| 4          | 4         | Lamas Geheimnisse       | أسرار لما     |
| 5          | 5         | Waads Stimme            | صوت وعد       |
| 6          | 6         | Samars Vergangenheit    | ماضي سمر      |
| 7          | 7         | Khaleds Nachforschungen | تحقيقات خالد  |
| 8          | 8         | Hassan                  | حسن           |